# Cane di paglia
Cane di paglia (Straw Dogs) è un film del 1971 diretto da Sam Peckinpah, tratto dal romanzo The Siege of Trencher's Farm di Gordon M. Williams.

## Titolo
Il titolo originale della pellicola è tratto dal Tao Te Ching e fa riferimento ad un'usanza cinese in cui dei cani di paglia vengono usati durante dei cerimoniali per poi essere gettati via senza alcun rispetto:
(Tao Te Ching)
In tal senso il titolo italiano che "singolarizza" l'originale crea confusione, poiché gli autori con "cani di paglia" sembrano riferirsi più agli aggressori, frustrati dalla vita coniugale della loro compaesana, che non a suo marito, come invece vuole suggerire la traduzione in italiano.

## Trama
Il matematico americano David Sumner si trasferisce in un cottage d'un remoto villaggio della Cornovaglia insieme alla bella e giovane moglie Amy, originaria del luogo. David ha appena ricevuto una borsa di studio e deve pertanto completare dei complessi studi di matematica applicata alla cosmologia. Amy propone che il suo ex corteggiatore Charlie Venner e i suoi compari vengano ingaggiati dal marito per costruire un garage esterno alla casa. Gli uomini cominciano a fare delle avances sempre più insistenti alla donna, che però, pur sentendosi attratta dai loro sguardi, li rifiuta. Al contempo, il timido ed educato David diventa vittima delle loro angherie. Il tempo passa e David è sempre più preso dalle ricerche, mentre Amy, annoiata, comincia a lanciare dei "messaggi" ai suoi spasimanti, i quali, per dimostrare alla coppia che possono entrare in casa a loro piacimento, uccidono la gatta di Amy e l'appendono nell'armadio della camera da letto.
La donna, esasperata dal carattere troppo mite del marito, l'esorta a ribellarsi ma questi, nonostante le promesse, riesce solo a ottenere un incontro col gruppo venendo invitato a una battuta di caccia. Durante la battuta viene lasciato in una zona isolata, mentre Charlie ed un suo amico si dirigono di nascosto verso la sua casa e ne approfittano per stuprare Amy. Della violenza subita, però, la moglie decide di non rivelare nulla. L'unica reazione di David per essere stato ingannato ed abbandonato dai bulli è di licenziarli dal lavoro del garage.
L'intera vicenda prende una drastica svolta durante una serata di celebrazioni in paese quando Henry Niles, un abitante con disturbi mentali, viene sedotto da una giovane ragazza del luogo, Janice, e involontariamente la uccide. Spaventato, ne nasconde il corpo nel retro della chiesa e fugge, vagando per le strade di campagna avvolte dalla nebbia notturna. David, a bordo dell'auto, l'investe accidentalmente e lo porta a casa per soccorrerlo. Poco dopo i bulli, insieme al padre di Janice, avendo scoperto che Niles aveva portato via la ragazza ed era finito nel cottage, bussano prepotentemente alla porta con l'intento di farsi giustizia da soli. David, ben conscio di ciò che sarebbero capaci di fare, essendo tutti ubriachi e uno armato di fucile, e forte dei propri principi di giustizia, rifiuta di consegnare loro l'impaurito Henry, ignorando tra l'altro l'opinione della moglie, che vorrebbe invece consegnarlo per non avere grane. La risposta di David scatena la ferocia del gruppetto che si materializza in un lungo assedio del cottage, in un crescendo di scatenata violenza che innesca la reazione di David: l'uomo, stanco dei soprusi subiti, vince la propria indole pacifica e difende la propria casa, eliminando a uno a uno tutti gli assalitori in un bagno di sangue.

## Riprese
Ambientato in Gran Bretagna, il film è stato girato a St. Buryan e Morvah, in Cornovaglia.

## Analisi e tematiche
La violenza diventa la vera protagonista di tutta la vicenda man mano che si assiste al mutamento del "cane di paglia" in un essere aggressivo e veemente. La tesi del film è, dunque, che nessuno è un "cane di paglia" e non esistono al mondo persone che accettano passivamente il proprio destino senza mai reagire alle ingiustizie ed ai piccoli soprusi che subiscono quotidianamente mentre è invece insito nella natura umana l'istinto di autodifesa, che può emergere nel modo più brutale possibile, spingendoci a chiederci se in realtà la società non sia ancora silenziosamente governata dalle leggi tribali.

## Riconoscimenti
- Kansas City Film Critics Circle Awards 1972: miglior regista

## Remake
Nel 2011 venne realizzato un remake della pellicola ad opera di Rod Lurieː tra i principali interpreti figurano James Marsden, Kate Bosworth, Alexander Skarsgård, James Woods, Dominic Purcell e Willa Holland.